# 语法幺半群
语法幺半群，即在数学中，形式语言 L 的 语法幺半群 M(L) 是可识别语言 L 的最小的幺半群。

## 语法商
给定幺半群 M 的子集 {\displaystyle S\subset M}，可以定义由 S 中元素的形式左逆或右逆组成的集合。它们叫做商，可以定义右商和左商，依赖于串接的是哪一端。S 与一个元素 {\displaystyle m\in M} 的右商是集合
{\displaystyle S/m=\{u\in M\;\vert \;um\in S\}}
类似的，左商是 
{\displaystyle m\setminus S=\{u\in M\;\vert \;mu\in S\}}

## 语法等价
语法商引发了 M 上的一个等价关系，叫做(引发自 S 的)语法关系、语法等价或语法同余。右语法等价是等价关系
{\displaystyle \sim _{S}\;=\{(s,t)\in M\times M\,\vert \;S/s=S/t\}}
类似的，左语法关系是
{\displaystyle \,_{S}\sim \;=\{(s,t)\in M\times M\,\vert \;s\setminus S=t\setminus S\}}
两端同余可以定义为
{\displaystyle u\sim _{S}v\Leftrightarrow \forall x,y\in M(xuy\in S\Leftrightarrow xvy\in S)}

## 语法幺半群
语法商相容于在幺半群中的串接，有着
{\displaystyle (M/s)/t=M/(ts)\,}
对于所有 {\displaystyle s,t\in M} (左商也类似)。所以，语法商是幺半群态射，并包括一个商幺半群
{\displaystyle M(S)=M/\sim _{S}\,}
可以证明 S 的语法幺半群是可识别 S 的最小的幺半群；就是说 M(S) 识别 S，对于所有识别 S 的幺半群 N，M(S) 是 N 的子幺半群的商。S 的语法幺半群也是 S 的极小自动机的转移幺半群。
等价的说，一个语言 L 是可识别的，当且仅当商的族
{\displaystyle \{L/m\,\vert \;m\in M\}}
是有限的。等价性的证明非常容易。假定字符串 x 是可被确定有限状态自动机识别的，带有最终机器状态是 f。如果 y 是这个机器可识别的另一个字符串，也终止于同样的最终状态 f，则明显的有 {\displaystyle L/x\,\sim L/y}。类似的，在 {\displaystyle \{L/m\,\vert \;m\in M\}} 中元素的数目就精确等于这个自动机的最终状态的数目。假定反过来: 在 {\displaystyle \{L/m\,\vert \;m\in M\}} 中元素的数目是有限的。可以接着构造一个自动机，使得 {\displaystyle Q=\{L/m\,\vert \;m\in M\}} 是状态的集合，{\displaystyle F=\{L/m\,\vert \;m\in L\}} 是最终状态的集合，单元素集合 L 是初始状态，转移函数给出自 {\displaystyle (L/x)/y=L/(xy)}。明显的这个自动机识别 L。所以语言 L 是可识别的当且仅当集合 {\displaystyle \{L/m\,\vert \;m\in M\}} 是有限的。
给定表示 S 的一个正则表达式 E，很容易计算 S 的语法幺半群。

## 例子
- 雙循環么半群是 戴克語的语法幺半群。
- 跡幺半群是语法幺半群。